# Serguéievski
Serguéievski (en rus: Сергеевский) és un poble (possiólok) del krai de Perm, a Rússia, que forma part del raion de Gaini. El 2010 tenia 949 habitants.